# 阿诺·图尔南
阿诺·图尔南（法語：Arnaud Tournant，1978年4月5日—），生于鲁贝，法国男子自行车运动员。他曾参加2000年、2004年和2008年三届奥运，共收获一枚金牌、两枚银牌和一枚铜牌。